# スラム・スチュワート
スラム・スチュワート（Slam Stewart、1914年9月21日 - 1987年12月10日）は、アメリカのジャズ・ダブルベース奏者で、ベースを弓弾き（アルコ）しながら、同時に1オクターヴ高い音でハミングまたは歌を奏でる演奏スタイルがトレードマークであった。20歳でベースに転向する前はヴァイオリニストだった。

## 略歴

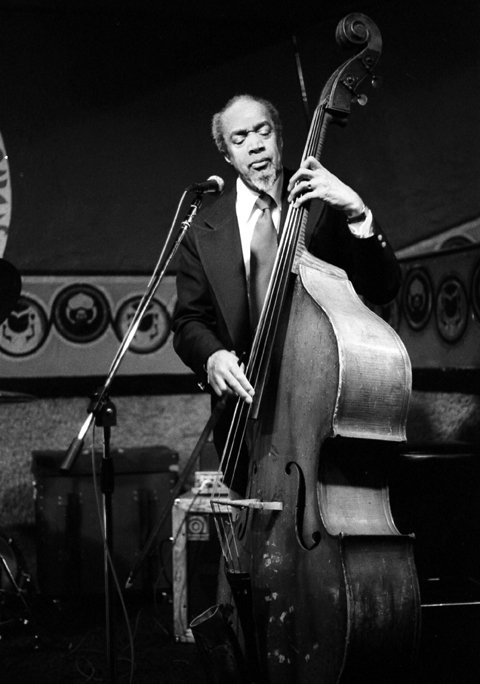
カリフォルニア州サンフランシスコ、キーストーン・コーナーでのスラム・スチュワート（1981年4月28日）

スチュワートはアメリカ合衆国ニュージャージー州イングルウッドで生まれ、ドワイト・モロー高校在学中に弦楽器ベースを弾き始めた。ボストン音楽院在学中に、レイ・ペリーがヴァイオリンを弾きながら歌うのを聴き、それがきっかけでベースを弾くようになった。1937年、スチュワートはスリム・ゲイラードと組んで、斬新なジャズ・バンド「スリム&スラム」を結成。このデュオの最大のヒット曲が、1938年の「Flat Foot Floogie (with a Floy Floy)」だった。
スチュワートは1940年代を通して、レスター・ヤング、ファッツ・ウォーラー、コールマン・ホーキンス、エロル・ガーナー、アート・テイタム、ジョニー・ガルニエリ、レッド・ノーヴォ、ドン・バイアス、ベニー・グッドマン、ベリル・ブッカーらと定期的にセッションを行った。彼が参加したセッションの中でも最も有名なものの一つは、1945年に行われたディジー・ガレスピーのグループ（チャーリー・パーカーが参加）での演奏である。これらのセッションから、「Groovin' High」「Dizzy Atmosphere」といったビバップの名曲が生まれた。
彼はニューヨーク州ビンガムトンのビンガムトン大学とイェール大学で教鞭をとった。1987年12月10日、73歳でビンガムトンにて心不全のため死去した。

## ディスコグラフィ

### スタジオ・アルバム
- 『ボウイン・シンギン・スラム』 - Bowin' Singin' Slam (1956年、Savoy)
- 『スラム・バム』 - Slam Bam (1971年) ※with ミルト・バックナー、ジョー・ジョーンズ
- 『スランボリー』 - Slamboree (1972年)
- Fish Scales (1975年)
- Two Big Mice (1977年、Black and Blue) ※with メイジャー・ホリー
- 『ダイアローグ』 - Dialogue (1978年) ※with バッキー・ピザレリ
- 『シャット・ユア・マウス!』 - Shut Yo' Mouth! (1987年、PM) ※with メイジャー・ホリー
- The Cats Are Swingin'  (1987年)

### 参加アルバム
- ライオネル・ハンプトン : 『スターダスト』 - Gene Norman Presents "Just Jazz" (1958年、Decca) ※1947年録音
- ビッグ・ジョー・ターナー : Texas Style (1971年、Black and Blue)
- ベニー・グッドマン・セクステット : Slipped Disc, 1945–46 (1990年)
- アート・テイタム : Art Tatum Live 1951–1953 Volume 6 (2004年)

## フィルモグラフィ
- Hellzapoppin'  (1941年)
- Almost Married (1942年)
- Boy! What a Girl! (1947年)